# Stelis nonresupinata
Stelis nonresupinata är en orkidéart som beskrevs av Rodolfo Solano Gómez och Soto Arenas. Stelis nonresupinata ingår i släktet Stelis och familjen orkidéer. Inga underarter finns listade i Catalogue of Life.